# Origin Jazz Library
Origin Jazz Library is een Amerikaans platenlabel voor Amerikaanse blues, jazz en swing.
Het label werd in 1960 opgericht door de vrienden Bill Givens en Pete Whelan. Ze wilden klassieke vooroorlogse en naoorlogse blues-opnames, uitgekomen op 78-toeren schellak-platen, opnieuw uitbrengen. Dit in een tijd, dat hiervoor weinig belangstelling bestond. Hun eerste release, een verzamelplaat van Charlie Patton, was een behoorlijk succes. Dit album en de releases die volgden vestigden de reputatie van dit label. Met andere labels die eveneens op dit gebied actief waren, was het label verantwoordelijk voor de blues-revival in de jaren zestig. In 1967 droeg Whelan zijn aandeel in het label over aan Givens, die tot in de jaren zeventig blues opnieuw uitbracht. Na de dood van Givens in 1999, namen Cary Ginell en Michael Kieffer de leiding van Origin over. Artiesten die op het label (op verzamelplaten) opnieuw uitkwamen, zijn onder meer Bix Beiderbecke, Milton Brown, Henry Thomas, Crying Sam Collins, Lonnie Johnson, Memphis Minnie, Robert Wilkins en Mississippi John Hurt.